# ワイドショー今
『ワイドショー今』（ワイドショーいま）は、読売テレビで1977年10月3日から1979年3月2日まで放送されたワイドショー。放送時間は毎週月曜 - 金曜 14時 - 15時 (JST) 。

## 概要
大阪府豊中市千里中央のよみうり文化ホール（2015年に再開発されて商業施設「SENRITO よみうり」になっている。）から生中継の公開ワイドショーである。レポート、料理、映画、ゲーム、プレゼントによって構成された60分番組だった。プレゼントコーナーは22点以上が出たら負けというシステムの「21ゲーム」で、21点成功するとテレビゲームがプレゼントされた。このコーナーは、タレントの上山幸子が進行。
制作は、この番組のために大阪分室を作ったイーストが担当した。イーストはこの番組をきっかけに関西地区での制作番組を増やしていき、在阪局が制作する全国ネット番組も後に複数担当することとなった（ただし、全国ネット番組の一部は在阪局の東京支社が制作を担当していたことから、大阪分室ではなく東京本社が直接担当していた）。
当初はモノラル放送であったが、1978年10月1日に読売テレビが音声多重放送を開始したのを受け、同年11月13日よりステレオ放送となる。但し、ステレオ放送となっても、テーマ曲がモノラル録音だったので、テーマ曲の鳴る時間のみは、モノラルに切り替えていた。
1979年4月に日本テレビが改編の一環として、平日午前から午後までの生放送情報番組強化を図ってこの番組のネットを開始。それを受け、日本テレビのネット開始1か月前となる同年3月5日から先行してリニューアルを行い、番組名を『2時のワイドショー』に改題し、生活情報や悩み相談などの内容に特化した番組へとリニューアルした（日本テレビでのネット開始に先駆け、西日本放送は3月19日からネットを開始している）。
テーマソングの作曲を坂田晃一が担当。オープニングの冒頭では、よみうり文化ホールのあった千里丘陵の風景映像をバックに、コンピューターグラフィックで「今」という白文字を上から下へ徐々に映し出す演出を施していた。

## 出演者

### 司会
- 浜渦章盛（声楽家）
- 澤登翠 (女性活弁士、開始～1978年9月)→鈴木美智子（1978年10月～終了まで）
  - 浜渦・鈴木は、当番組の司会と並行しながら、毎日放送（MBSラジオ）平日午前中の番組（毎日放送千里丘スタジオから放送されていた生ワイド番組）にレギュラーで出演していた（浜渦は『おはよう!浜渦章盛です』のパーソナリティ、鈴木は『ありがとう浜村淳です』のアシスタント）。

### 曜日別パーソナリティー
- 浜村淳
- 野坂昭如
- キダ・タロー、ほか
  - キダ、浜村、野坂はいずれも後番組『2時のワイドショー』にも引続き司会者→曜日別レギュラー（浜村）、常連ゲスト（野坂、キダ）として出演（キダは番組テーマ音楽の制作も担当）。

## 主なネット局
- 読売テレビ
- ミヤギテレビ
- 中京テレビ
- 広島テレビ（1978年4月3日ネット開始。出典：中国新聞、1978年4月2日、12ページ。広島テレビ出稿広告）
- 福岡放送
- その他各局